# Pfarrkirche Ried im Innkreis

Pfarrkirche Ried im Innkreis

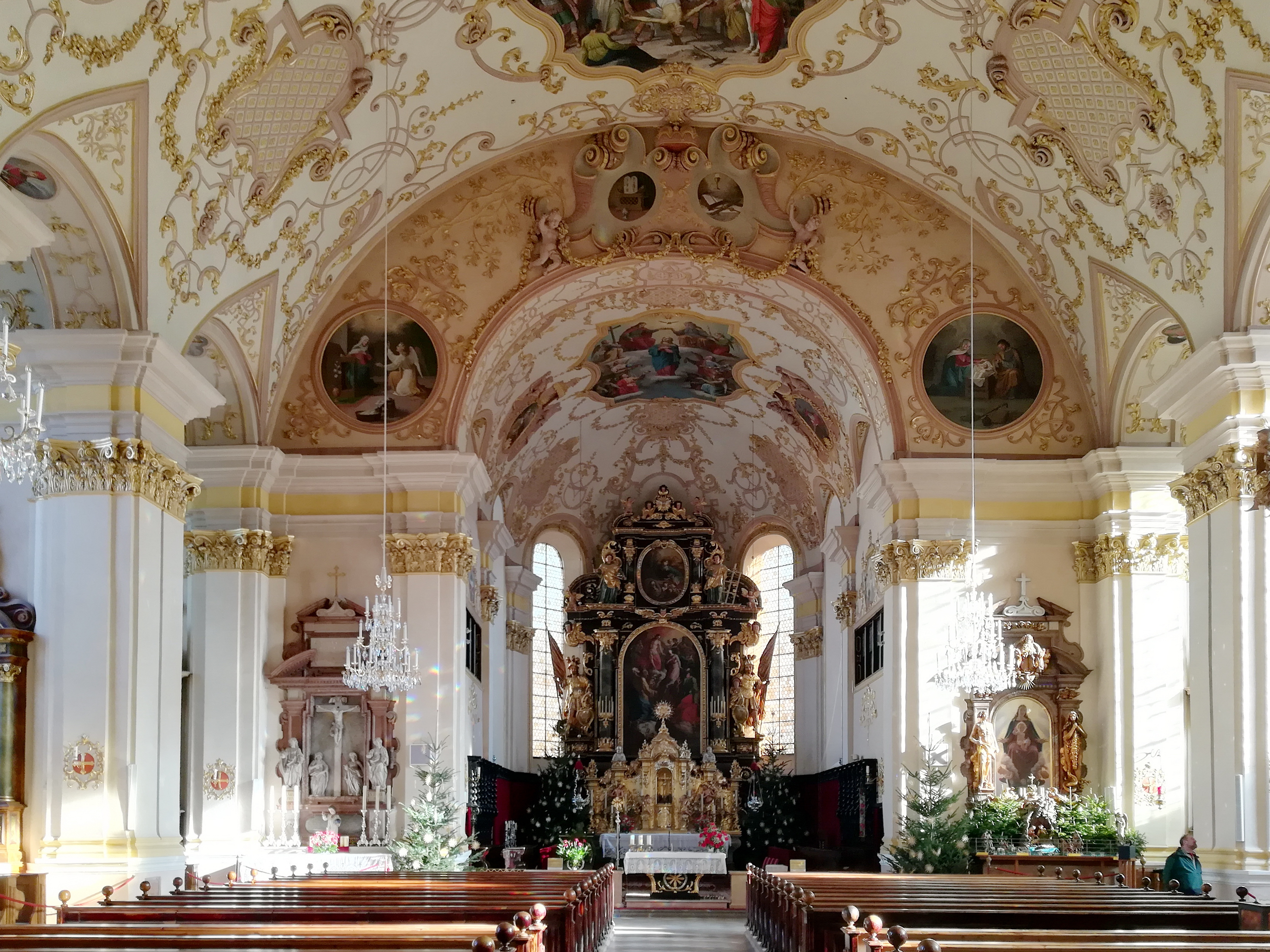
Innenansicht der Kirche

Die Pfarrkirche Ried im Innkreis steht in der Stadtgemeinde Ried im Innkreis in Oberösterreich. Die römisch-katholische Pfarrkirche Hll. Peter und Paul gehört zum Dekanat Ried im Innkreis in der Diözese Linz. Die Kirche steht unter Denkmalschutz (Listeneintrag).

## Geschichte
Eine Pfarre wurde in der Mitte des 14. Jahrhunderts mit der Gründung als Markt (1364) angenommen. Der ursprünglich gotische wohl dreischiffige Kirchenbau des 15. Jahrhunderts ist im Kern erhalten. Mit dem Abbruch des Langhauses (1720) wurde mit dem Baumeister Matthias Bereiter ein barocker Neubau des Langhauses und eine Barockisierung des Chores (1721) begonnen. Der Turm wurde 1731/132 mit dem Baumeister Johann Ceregetti erhöht. Die beiden oberen Geschoße wurden 1868 verändert. Der hohe Helm wurde 1930 aufgesetzt, der Turm ist insgesamt 73 Meter hoch. Innenrestaurierungen waren 1785, 1828, 1857, 1884 bis 1893, 1935/1936 (Chor) und 1947 (Langhaus).

## Architektur
Das barocke Langhaus zeigt sich als weiträumiges einschiffiges fünfjochiges von einer weitgespannten gedrückten Tonne überwölbt. Beidseits des Langhauses sind je fünf tiefe Kapellen unter Tonnengewölben, welche mit einer kleinen Stichkappe in das Langhausgewölbe einschneiden. Die dreifach vorgeschwungene Westempore steht auf vier Säulen. Der eingezogene niedrige zweijochige Chor hat einen innen ausgerundeten Dreiachtelschluss und abgetreppte Strebepfeiler. Sämtliche Gewölbe wie auch die Orgelempore sind mit reichem zarten Band- und Gitterwerkstuck um 1725 überzogen. Der Westturm mit einem gotischen kielbogigen Westportal hat eine netzrippengewölbte Turmhalle und einen hohen Helm. Seitlich des Turmes sind in der Breite des Langhauses je eine Kapelle, nördlich die zweijochige stichkappentonnengewölbte Elendkapelle, 1465 urkundlich genannt und von 1731 bis 1733 umgebaut, südlich die zweijochige Annakapelle, das südlich Joch mit einem spätgotischen Sternrippengewölbe, das nördliche Joch barock stichkappentonnengewölbt. Das barocke Nordportal zeigt die Bauinschrift 1721.
Die Deckengemälde sowie die Kreuzwegbilder an den Kapellenrückwänden schuf der Maler Josef Gold (1884–1893). Frühere Fresken im Gewölbe der Empore und die Fresken Hll. Josef und Nikolaus in der Tuchmacherkapelle und Müllerkapelle um 1727 wurden 1947 freigelegt. An der Nordwand ist ein spätgotisches Fresko Jüngstes Gericht aus dem 1. Viertel des 16. Jahrhunderts, welches 1902/1903 entstellend restauriert wurde.

## Ausstattung
- Der Hochaltar (1663–1665) im Chor ist eine Schreinerarbeit von Peter Widmann mit Figuren von Thomas Schwanthaler. Das Hochaltarbild Fürbitte der Hll. Peter und Paul bei Maria stammt von 1780. Den prächtigen Tabernakel (1770) schuf Johann Peter Schwanthaler der Ältere. Die beiden Büsten Hll. Peter und Paul aus Silber (1688) nach einem Entwurf von Thomas Schwanthaler wurde wohl vom Goldschmied Wolf Adam Gamon erarbeitet. Der Hochaltar wurde 1785, 1828, 1850 und 1935/1936 restauriert. Das Chorgestühl schuf Thomas Schwanthaler (1699).

Die Kapellen des Langhauses und deren Einrichtung haben unterschiedliche Stifter.
- Schuhmacherkapelle: Der Martinaltar wurde von den Gebrüdern Martin und Michael Zürn (1656) gebaut, und wurde aus der abgebrochenen Kirche der Ortschaft Kapellen in Aspach hierher übertragen. Die mittige Figurengruppe Martin mit Bettler ist mit Ambrosius und Augustinus flankiert. Die Schusterheiligen Crispin und Crispinian sind vom früheren Schusteraltar. Auf dem Altarsockel sind zwei gotische Figuren Briccius und Wolfgang vom Ende des 15. Jahrhunderts. Dazwischen die Figuren Josef und Antonius aus der Schwanthaler-Werkstatt und Judas Thaddäus von Josef Furthner.
- Bräuerkapelle: Bemerkenswerter Florianialtar von Thomas Schwanthaler (1669). Die Mittelgruppe Florian zeigt eine Ansicht von Ried.

Beim Nordportal steht ein spätgotischer Taufstein.
- Müllerkapelle: Josefaltar von 1710. Die Figurengruppe Anna mit Maria und Christus im Aufsatz schuf Johann Peter Schwanthaler der Ältere (1784).
- Tuchmacherkapelle: Der barocke Altar trägt die Figur Petrus wohl von Thomas Schwanthaler aus der 2. Hälfte des 17. Jahrhunderts. Es gibt einen Wappengrabstein Lazarus Messenpeck, gestorben 1473, aus der Werkstatt Hans Eybenstock in Salzburg.
- Linker Seitenaltar: Der Kreuzaltar aus Marmor (1639), ursprünglich ein Grabdenkmal der Tattenbach, hat Figuren der Brüder Zürn und eine Schutzengelgruppe von Johann Franz Schwanthaler aus dem 2. Viertel des 18. Jahrhunderts.
- Rechter Seitenaltar: Der Marienaltar aus Marmor (1888) ist dem linken Seitenaltar nachgebildet. Das Altarbild Muttergottes malte Wilhelm Dachauer (1927). Die Holzfiguren Adam und Eva schuf Josef Furthner (1931/1932).
- Fleischhauerkapelle: Dreifaltigkeitsaltar (1849) in barocken Formen.
- Schneiderkapelle: Englischer-Gruß-Altar vom Ende des 17. Jahrhunderts mit den Statuen Johannes der Täufer und Josef in der Art des Thomas Schwanthaler. Die Gruppe Herz Jesu schuf Josef Furthner.

Die Kanzel (1720) hat einen reichen Schalldeckel mit Statuen der vier Evangelisten und Gottvater in der Art des Johann Franz Schwanthaler.
- Weberkapelle: Altar mit Pietà von Johann Peter Schwanthaler der Ältere (1785). Die Seitenstatuen Benno und Wolfgang sind aus dem 18. Jahrhundert.
- Bäckerkapelle: Altar aus der 1. Hälfte des 17. Jahrhunderts mit der Mittelgruppe Geißelung Christi aus der 2. Hälfte des 18. Jahrhunderts. Im Aufsatz ist ein spätgotisches Hochrelief Martyrium der hl. Ursula vom Anfang des 16. Jahrhunderts.
- Annakapelle: Es gibt zwei spätbarocke Altäre in Stuckmarmor. Das Gemälde hl. Erasmus stammt von 1726. Es gibt einen Grabstein Ruprecht Wolff, gestorben 1629, mit der Darstellung Paradiesbaum. Es gibt ein bemerkenswertes Grabmal Peter Hilleprandt, gestorben 1727, und seiner Frau Maria Barbara, gestorben 1732.
- Elendkapelle: Die Kapelle wird heute als Beichtkapelle genutzt. Dort befinden sich außerordentlich qualitätvolle lebensgroße Figuren auf einem später hinzugefügten Ölberg, vermutlich ein Spätwerk Thomas Schwanthalers. Es stand anfangs in einer Nische beim Chor und wurde hierher übertragen. Eigenartigerweise gibt es ein Schreiben vom Pfarrer (aus dem Jahr 1678), der beim Rat im Namen Veit Adam Vogls um Errichtung eines neuen Ölbergs ansuchte, was die Zuordnung etwas erschwert. Nichtsdestotrotz ist sich die Kunstgeschichte wegen der hohen Qualität des Werks ziemlich sicher, dass Thomas Schwanthaler sein Urheber war.[1]

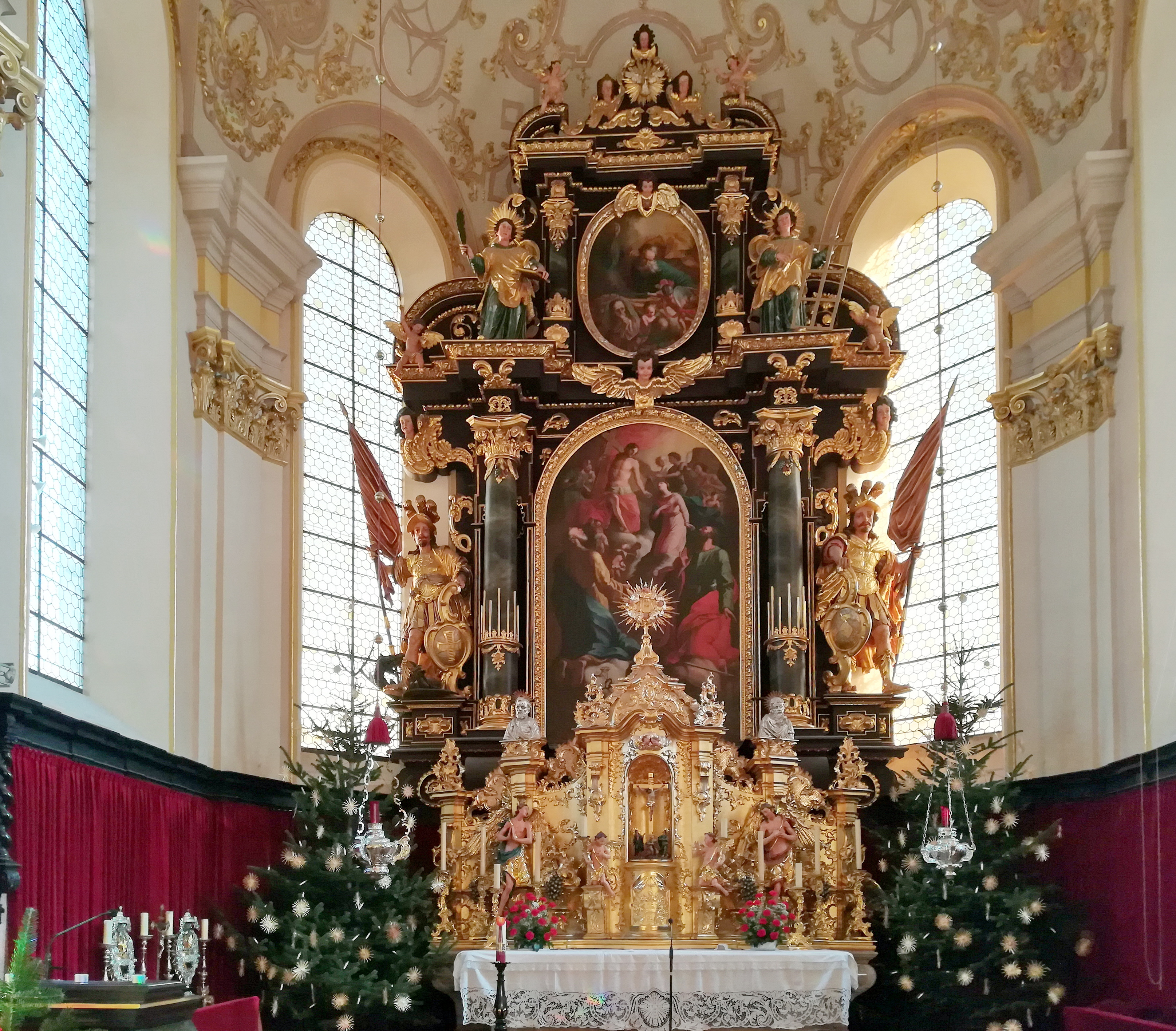
Hochaltar
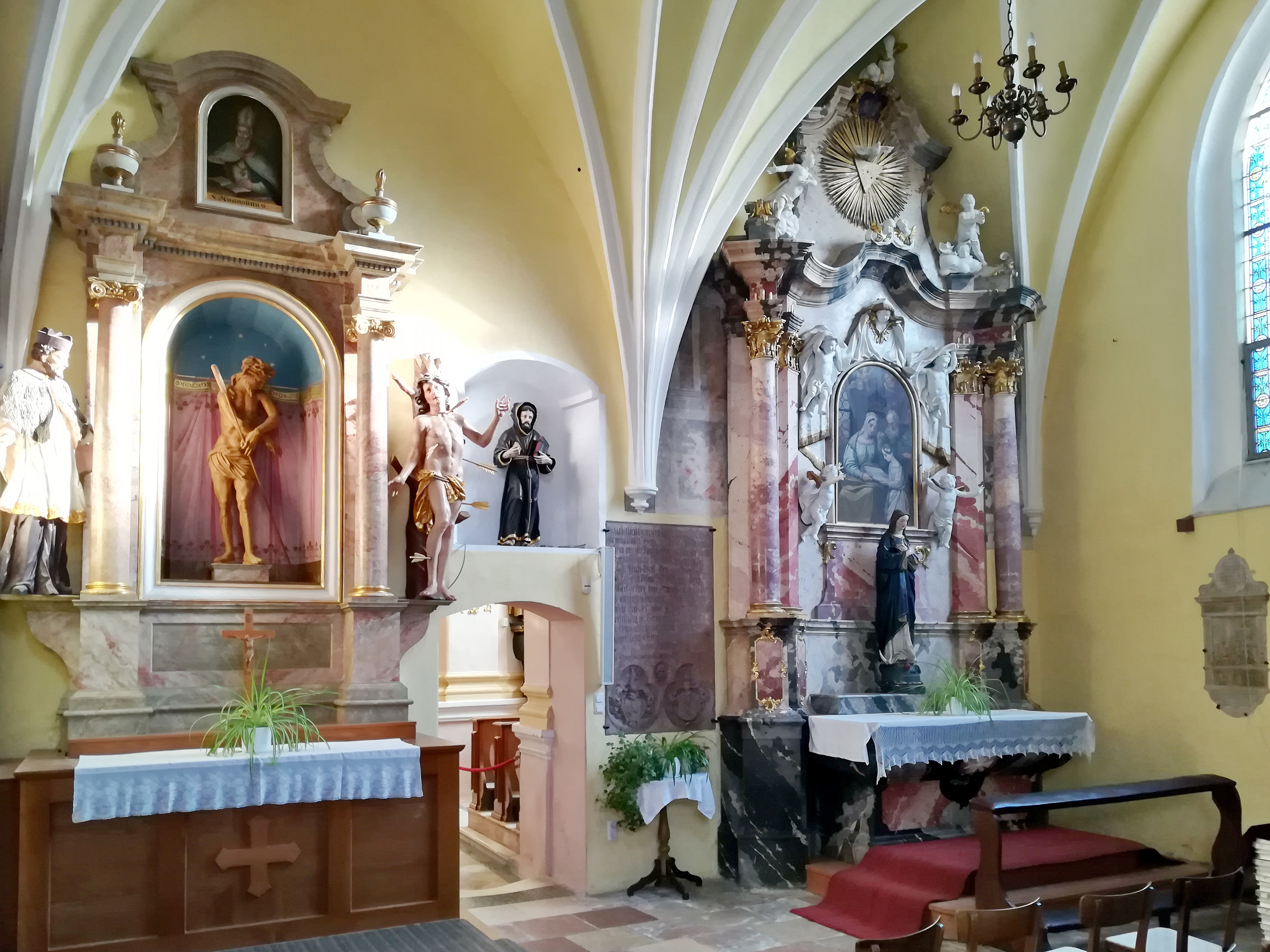
Annakapelle
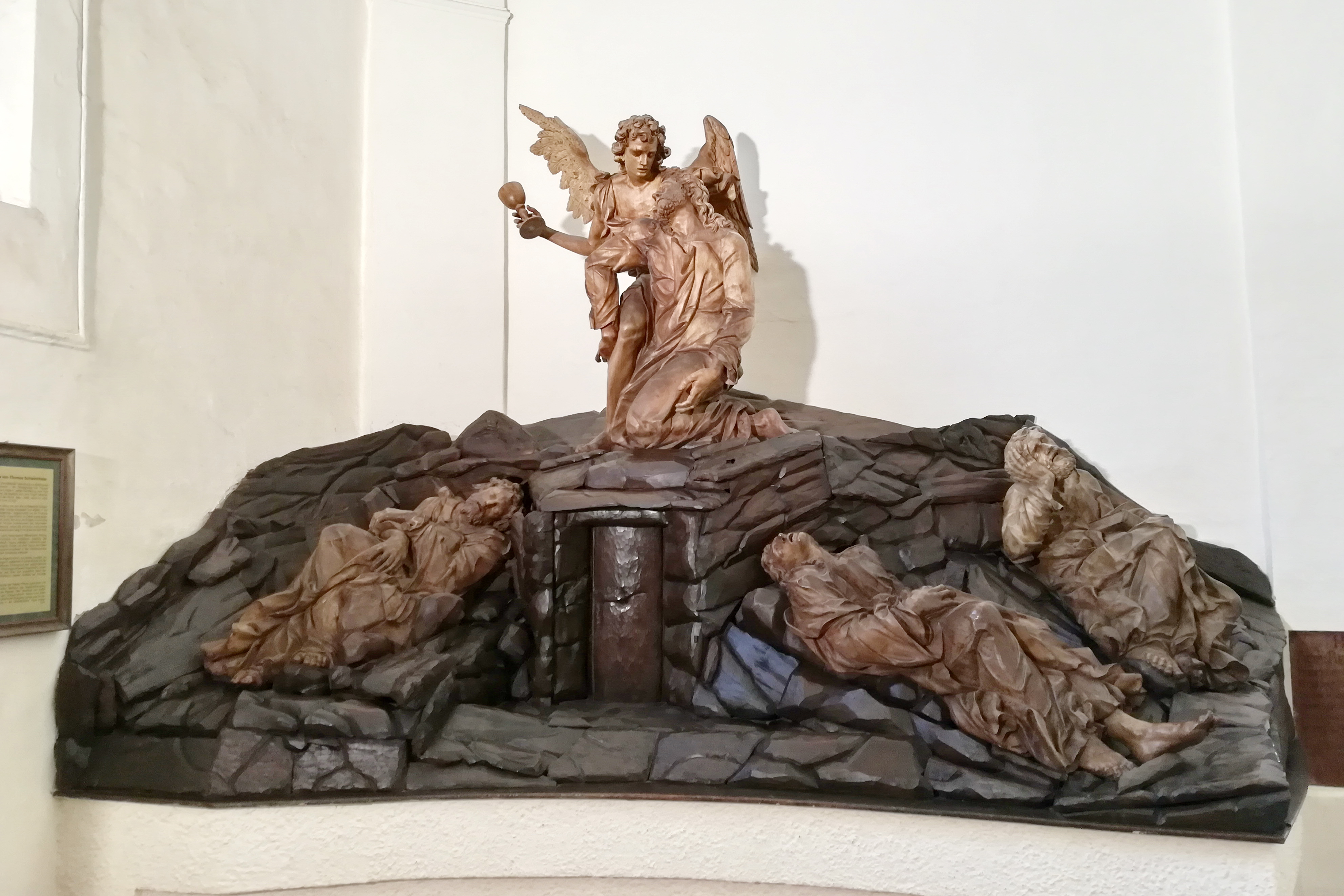
Elendkapelle: Ölberg
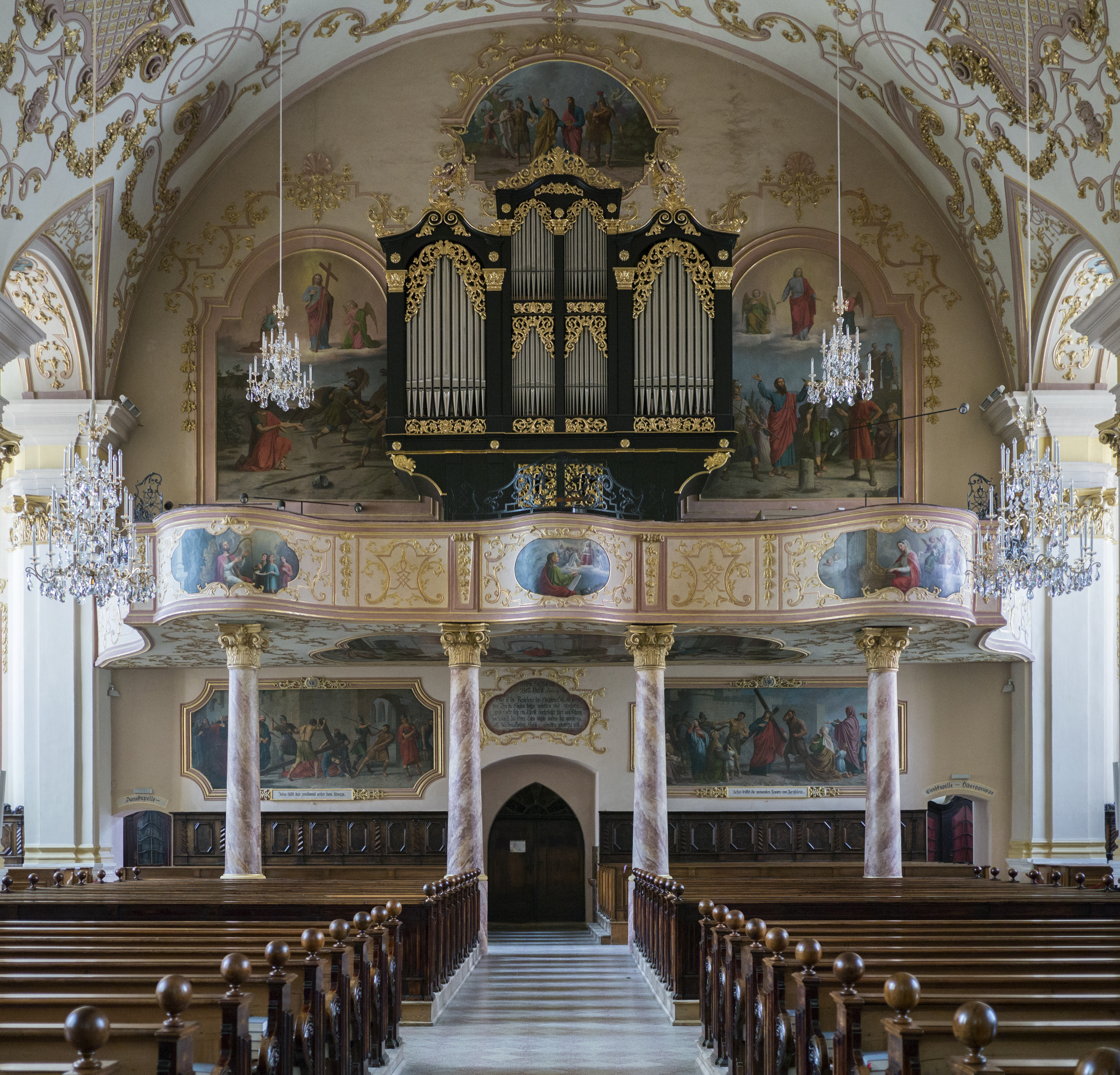
Blick zur Orgel

An der Außenseite der Kirche gibt es eine große Anzahl von Grabsteinen, vor allem aus dem 15. und 16. Jahrhundert. In der Turmhalle besonders bemerkenswert der Grabstein Ulrich Widmer, gestorben 1484, mit einem Figurenrelief.
Die Orgel von 1864 wurde 1924 erneuert. Es gibt eine Glocke von 1477 und eine von 1506.